# 渡辺喜久雄
渡辺 喜久雄（わたなべ きくお、1921年1月27日 - 1993年6月19日）は、日本の経営者。北海道新聞社社長を務めた。

## 来歴・人物
東京都出身。1946年に中央大学法学部を中退し、同年に北海道新聞社に入社。1970年12月に取締役に就任し、1974年12月に常務、1977年1月に専務を経て、1979年1月に社長に就任。1989年1月に会長に就任。
1993年6月19日慢性うっ血性心不全のために死去。72歳没。